# Премия Захерера
Премия Фрэнка Захерера — премия Ускорительной группы Европейского физического общества (AG-EPG), вручаемая раз в три года за выдающиеся работы в области физики ускорителей, выполненные учёным в ранней части карьеры. Вручается с 1994 года, вручение происходит в рамках конференции IPAC. Окончательное название в честь американского физика Фрэнка Захерера, погибшего в раннем возрасте, приобрела в 2011 году, ранее "Prize B", "Prize C" группы EPS-AG.

## Лауреаты
- 2023: Xingchen Xu
- 2020: Johannes Steinmann
- 2017: Анна Грасселино[англ.]
- 2014: Agostino Marinelli
- 2011: Rogelio Tomas Garcia
- 2008: Вячеслав Данилов
- 2006: Lutz Lilje
- 2004: Владимир Шильцев
- 2002: Frank Zimmermann
- 2000: Pantaleo Raimondi
- 1998: Søren Pape Møller
- 1996: Jeffrey S. Hangst
- 1994: Håkan Danared

## См.также
- Премия Видероэ — премия AG-EPG для физиков-ускорительщиков без ограничений
- Премия Будкера — премия AG-EPG для за недавнее выдающееся достижение по физике ускорителей
- Премия Роберта Уилсона — премия в области физики ускорителей Американского физического общества